# Дагобер де Фонтенилль, Люк Симеон Огюст
Люк Симеон Огюст Дагобер де Фонтенилль (8 марта 1736, Ла-Шапель-ан-Жуже, около Сен-Ло, Нормандия — 18 апреля 1794, Пучсерда) — французский военачальник, дивизионный генерал, французский главнокомандующий на Пиренеях. 

## Биография
Из дворян. Служил в армии офицером при Старом порядке, участвовал в Семилетней войне и войне на Корсике, где по слухам познакомился с семьёй Бонапартов. К 1788 году был майором в егерском полку Дофине. 
В 1789 году, когда начались революционные события во Франции, Дагобер эти события поддержал. Когда революционную Францию атаковали королевские армии различных стран Европы, Дагобер был сделан полковником и отправлен в армию Вара, в которой добился многочисленных успехов. Перейдя во французскую армию Италии, он отличился в военных действиях под Ниццей и многих других. 
Как раз в это время (март, 1793 год) к антифранцузской монархической коалиции присоединилась Испания. Таким грозным противником, как в XVII или начале 
XVIII века Испания для французов уже не была, и тем не менее французы были вынуждены собрать ещё две армии, чтобы помешать испанцам перейти через Пиренеи. В одну из них, армию Западных Пиренеев, которая находилась под руководством генерала Флера, и был назначен полковник Дагобер. Он успешно отбил первые испанские атаки, а затем не менее успешно остановил испанскую колонну, маршировавшую на город Перпиньян. Якобинцы при этом выражали недовольство Флером, сместили его и казнили за нерешительность — участь, постигшая многих честных, но, в основном, медлительных генералов. На место Флера командующим армией был назначен Дагобер. Он немедленно перенёс военные действия на территории Испании и нанёс испанским войскам целый ряд ряд чувствительных поражений. 
В сентябре того же 1793 года Дагобер оставил руководство армией Западных Пиренеев, и возглавил армию Восточных Пиренеев, но здесь он столкнулся с талантом испанского военачальника Рикардоса, и потерпел от него поражение при Труайса. 
За этот проступок генерал Дагобер был отстранён от командования армией и вызван в Париж для отчёта о своем поведении. Он был арестован там и заключен в тюрьму, но затем освобожден, когда стало ясно, что у Франции нет другого Дагобера, и возвращён командовать армией Западных Пиренеев. Прибыв в Перпиньян, Дагобер ожидал подкреплений от Дюгомье, но затем плюнул и атаковал испанцев сам, разбил их при Урхеле и во многих других местах, но скончался от болезни в испанской Пучсерде. 
Конвент был так благодарен успехам генерала Дагобера, обезопасившего южные границы, страны, обескровленной войной против Австрии и Пруссии на Рейне, что его имя решено было выгравировать на специальной колонне в парижском Пантеоне.
Люк Огюст Симеон Дагобер, согласно отзывам современников и историков,  был талантливым и харизматичным генералом. Во Франции, и особенно на Пиренеях, он сих пор является одним из самых известных полководцев Революции. В городе Мон-Луи на Пиренеях, где генерал одержал одну из своих побед, на главной площади ему установлен памятник. Улицы его имени есть в Мон-Луи, Коллиуре и Перпиньяне. Его имя также выгравировано под Триумфальной аркой в Париже, среди других блистательных имён.

## Семья
Люк Симеон Огюст Дагобер был женат с 1780 года на Jacquette Pailhoux de Cascastel из Русильона. Благодаря приданому жены, а также связям двоюродного брата, служившего королевским комиссаром по шахтам и кузницам, он основал компанию по эксплуатации шахт и кузниц на землях аббатства Лаграс, не оставляя при этом военной службы. 
Его другой двоюродный брат, Франсуа Дагобер, бретонский дворянин, сражался, что было редкостью для бретонских дворян, на стороне революционной армии в Вандее. 